# The Look of Love (песня Дасти Спрингфилд)
«The Look of Love» (с англ. — «Взгляд любви») — песня, написанная Бертом Бакараком и Хэлом Дэвидом, спетая британской певицей, Дасти Спрингфилд, которая появилась в пародийном фильме Джеймса Бонда «Казино Рояль» 1967 года. В 2008 году песня была включена в Зал славы премии «Грэмми». Композиция также получила номинацию в категории «Лучшая песня» на премии «Оскар» в 1968 году.

## Создание
Композиция была написана Бертом Бакараком и изначально задумывалась как инструментальная. Но позже Хэл Дэвид добавил к ней текст, а уже в 1967 году была выпущена готовая песня. По словам Бакарака, на создание мелодии его вдохновил образ Урсулы Андресс в ранних сценах фильма.

### Известные кавер-версии
- Дайон Уорвик исполнила собственную кавер-версию для своего альбома «Dionne Warwick’s Greatest Motion Picture Hits» в 1969 году.
- В 1969 году американская рок-группа Vanilla Fudge выпустила экспериментальную версию песни, так как группа была известна инновационными рок-аранжировками современных хитов того времени.
- В 1970 году Айзек Хейз записал эту песню для своего альбома «…To Be Continued». Его кавер включает в себя уникальную инструментальную аранжировку, которая была сильно семплирована на R&B и хип-хоп пластинках. Его версия песни была использована в фильме Мёртвые президенты.
- В 1997 году версия в исполнении Сюзанны Хоффс была использована в фильме Остин Пауэрс: Человек-загадка международного масштаба и была включена в саундтрек фильма.
- В 1998 году Мэрилин Скотт записала эту песню на своем альбоме Avenue of Love.
- В 2001 году канадская джазовая певица Дайана Кролл записала эту песню в качестве заглавного трека своего альбома The Look of Love.
- В 2016 году эту песню записала певица Мари Уилсон для своего альбома Pop Deluxe.
- Бобби Уомак также записал эту песню для своего альбома Facts of Life 1973 года.
- В 2019 году песня была перепета группой Say Lou Lou.